# Georg August Pritzel
Georg August Pritzel, född den 2 september 1815 i Carolath, Schlesien, död den 14 juni 1874 i Hornheim vid Kiel, var en tysk botanisk bibliograf. Auktorsnamnet Pritz. kan användas för Georg August Pritzel i samband med ett vetenskapligt namn inom botaniken; se Wikipediaartiklar som länkar till auktorsnamnet.
Pritzel blev 1851 tjänsteman vid kungliga biblioteket i Berlin och vetenskapsakademiens arkivarie där. Ett rent botaniskt arbete av honom är Anemonarum revisio (1842). Av utomordentlig betydelse för vetenskapen är hans stora litteraturförteckning Thesaurus literaturae botanicae omnium gentium inde a rerum botanicarum initiis ad nostra usque tempora, 15,000 opera recensens (1851; 2:a upplagan, fortsatt av Carl Jessen, 1872–1877). Pritzel utgav även Iconum botanicarum index locupletissimus (1855). År 1852 invaldes han som ledamot av Leopoldina.